# Ррагами, Ферид
Ферид Ррагами (алб. Ferid Rragami; родился 1 июня 1957 года, Албания) — албанский футболист.

## Клубная карьера
В период с 1972 по 1988 год Ррагами играл за «Шкендию», «Влазнию» и «Партизани», где выиграл три чемпионских титула и два Кубка Албании.
В ноябре 1987 года Ррагами помог сбежать игрокам «Влазнии» Лулезима Бершеми и Арвида Ходжи в Хельсинки после матча с РоПС. Ферида Ррагами приговорили к принудительным работам в Пулте вместе с менеджером команды Бахри Акеми, главным тренером Астрит Хафизи и клубным доктором Зихди Чоба.

## Международная карьера
Ферид Ррагами дебютировал за сборную Албании в отборе на чемпионат мира 1982 года против Финляндии. Его последний матчем за Албанию состоялся в марте 1985 года против сборной Турции.

## Достижения
- Чемпион Албании: 1978/79, 1980/81, 1982/83
- Обладатель Кубка Албании: 1980, 1987